# Euphranta bischofi
Euphranta bischofi
 es una especie de insecto del género Euphranta de la familia Tephritidae del orden Diptera. 
Kertesz la describió científicamente por primera vez en el año 1901.